# Phaedon salicinus
Phaedon salicinus là một loài bọ cánh cứng trong họ Chrysomelidae. Loài này được Heer miêu tả khoa học năm 1845.